# アクロスザユニバース
アクロスザユニバース株式会社はかつて東京都港区新橋に本社を置いていた映像制作会社である。
1999年4月、千葉県市川市にて設立。2003年8月に新橋に本社を移転したが、2008年1月に会社の資金繰りの悪化により、破産手続を開始し、倒産した。

## 主なテレビ番組制作
- NONFIX　（フジテレビ）
- 白黒アンジャッシュ　（チバテレビ）

## 主な映画製作実績
- ゴーヤーちゃんぷるー
- 旅の贈りもの 0:00発

## その他
- 及川奈央「謝･謝Shake」
- 楽演団☆五束六文「へのへのもへじ」
- 妹尾ゆかり「見えないキズナ」